# Путешествие по проводам (рассказ)
«Путешествие по проводам» (англ. Travel by Wire!) — первый опубликованный рассказ Артура Кларка.
Опубликован в декабре 1937 года в фэнзине Amateur Science Stories. Впоследствии он был опубликован как часть небольшого сборника рассказов The Best of Arthur C. Clarke 1937—1955. Это юмористическое описание различных технических и коммерческих трудностей в процессе создания технологии транспортировки по проводам (радио-транспортер, на самом деле телепорт).
В сборнике The Collected Stories of Arthur C. Clarke, Кларк называет этот рассказ (а также его другие ранние работы) «неким абсолютным нолём, относительно которого может быть откалибровано написанное мною позже».